# Liste der Bodendenkmale in Ottenstein (Niedersachsen)
In der Liste der Bodendenkmale in Ottenstein sind die Bodendenkmale der niedersächsischen Gemeinde Ottenstein (Niedersachsen) aufgeführt. Die Quelle ist der Denkmalatlas Niedersachsen. 

Ottenstein im Landkreis Holzminden

Der Stand der Liste ist der 30. Januar 2025.

## Allgemein
In den Spalten finden sich folgende Informationen des Bodendenkmales:
| Lage         | geographische Koordinaten                                                           |
| Bezeichnung  | Bezeichnung lt. Denkmalatlas                                                        |
| Beschreibung | Beschreibung lt. Denkmalatlas                                                       |
| ID           | Objekt-ID                                                                           |
| Bild         | Bild, ggf. zusätzlich mit Link zu weiteren Fotos im Medienarchiv Wikimedia Commons. |

## Ottenstein
| Lage                        | Bezeichnung             | Beschreibung | ID       | Bild |
| --------------------------- | ----------------------- | --- | -------- | ---- |
| 51° 56′ 22″ N, 9° 26′ 59″ O | Ottenstein 1, Grabhügel | Durchmesser ca. 25 m und Höhe ca. 0,9 m. Rundlich. Im S-Bereich Einkuhlung, S-Rand durch Forstweg leicht angeschnitten. | 28968306 | BW   |
| 51° 56′ 25″ N, 9° 26′ 59″ O | Ottenstein 2, Grabhügel | Durchmesser ca. 20 m und Höhe ca. 0,6 m. Rundlich.                                                                      | 28968307 | BW   |
| 51° 56′ 22″ N, 9° 27′ 5″ O  | Ottenstein 4, Grabhügel | Durchmesser ca. 15 m und Höhe ca. 0,4 m. Rundlich.                                                                      | 28968308 | BW   |